# Agarre (España)
Agarre es un núcleo de población español del municipio de Lemona, perteneciente a la provincia de Vizcaya, en la comunidad autónoma del País Vasco. En 2022, el núcleo de población tenía empadronados veintisiete habitantes.